# Dédo
Pour les articles homonymes, voir Dedo (homonymie).
Sébastien De Dominicis, dit Dédo, né le 12 décembre 1978 à Sèvres, est un humoriste, auteur, chanteur, comédien, réalisateur et scénariste français qui s'est fait connaître du public grâce au Jamel Comedy Club.

## Biographie
Né à Sèvres, Sébastien De Dominicis grandit à Gagny en Seine-Saint-Denis, élevé par ses grands-parents. Sa mère est victime d'un grave accident de voiture et son père est absent.
Dédo s'illustre comme le metalleux de la troupe du Jamel Comedy Club depuis sa création. Il a participé aux trois saisons du Comedy Club ainsi qu'aux différentes tournées, au Casino de Paris, en France, en Suisse, en Belgique et au festival Juste pour rire de Montréal. Il est ami avec Yacine Belhousse avec lequel ils créeront l'Histoire Racontée Par Des Chaussettes. D'abord auto-produits, puis sur Golden Moustache en 2009, puis de nouveau auto-produits grâce au principe de financement participatif, ou crowdfunding, en 2017.
Ses références sont Eddie Izzard, Louis C.K. et Ricky Gervais.
En 2009, il co-anime avec Yacine Belhousse et Shirley Souagnon l'émission de radio Le Comedy Club Live sur Le Mouv'.
En 2011, il interprète dans la série Bref  le rôle de Julien dans l'épisode 26 J'ai un pote à conditions générales. Jouant alors un rôle principal dans cet épisode (le "pote à conditions générales" en question), on pourra également le retrouver derrière le même personnage de Julien dans plusieurs autres épisodes de la série, où son rôle sera beaucoup plus secondaire.
En 2012, il signe avec la société Moustaches Productions et reprend son spectacle "Prince des Ténèbres".
En janvier 2013, il fait la première partie de Airnadette pour leur Comédie Musiculte à l'Olympia.
En juillet 2015, il joue une partie de son spectacle Part 1 : Killing Joke au festival Off d'Avignon, ainsi que d'autres sketches en compagnie de Yacine Belhousse avec qui il partage l'affiche.
En juin 2017, son spectacle Prince des Ténèbres est programmé sur Netflix.
En 2018, il est en tournée dans toute la France avec les Princesses Leya, un groupe de métal humoristique fondé avec Antoine Schoumsky, accompagnés de Cléo Bigontina à la basse et de Xavier Gauduel à la batterie.
En 2019, il sort aux Éditions Delcourt sa première bande dessinée White Spirit, dont il est l'auteur, scénariste et dialoguiste.
Grand fan de football, il voue un culte à l'AC Milan et à l'équipe d'Italie.
En 2020, il apparaît avec Yacine Belhousse comme invité dans la saison 1 de l'actual play français La Bonne Auberge.
En 2021, après l'épidémie de COVID-19, il reprend les routes avec son troisième spectacle : Biafine.
En 2021 et 2022, il joue le rôle de Lenny, vendeur de jeux vidéo, dans les saisons 1 et 2 de la série humoristique Space Game, diffusée sur France 3 Paris Ile de France et sur la plateforme France.TV.
En 2025, il reprend le rôle de Julien dans la saison 2 de la série Bref.

## Spectacles
- 2007 : Le Jamel Comedy Club Envahit le Casino de Paris
- 2012 : Dédo, Prince des Ténèbres mis en scène par Yacine
- 2015 : Dédo, Part 1: Killing Joke
- 2021 : Biafine

## Filmographie

### Cinéma
- 2011 : Echap de Christophe Berthemin et Dist de Kaerth : Mathieu Werther (voix)
- 2015 : Les Dissociés du collectif Suricate : lui-même

### Télévision
- 2003 : Caméra Café, épisode Ça va déchirer ce soir : le candidat à l'émission parodiée PopStars
- 2006 : Jamel Comedy Club
  - Saison 1
    - Sketch La banlieue
    - Chanson Pour une vie plus douce et sketch du spectacle au Casino de Paris

  - Saison 2
    - Sketch Les vieux

  - Saison 3
    - Chanson Vanessa en duo avec Yacine du Jamel Comedy Club
    - Chanson Jamel en duo avec Yacine du Jamel Comedy Club
- 2009 : Nous ne sommes pas des saints de Nicolas Ragni : Jésus
- 2009 : Inside Jamel Comedy Club d'Olivier Braumstein : lui-même
- 2011 : 101%[2].
- 2011-2012 : Bref (série TV) de Kyan Khojandi et Bruno Muschio : Julien
- 2012 : Scènes de ménages : un homme chez Huguette et Raymond
- 2012 : Le Golden Show sur Nolife
  - Golden Show #4 : chant
  - Golden Show #6, sketch La Guerre des voisins
  - Golden Show #8, sketch Les Hommes objets : une porte
- 2013 : Lunch Time, rubrique "cinéma" sur BeinSport
- 2015 : Reboot : George
- 2020 : Space Game : Lenny
- 2022 : Le Flambeau : Les Aventuriers de Chupacabra : Frère Robert Guili
- 2024: L’histoire racontée par des chaussettes, le film: Lui-même.
- 2025 : Bref.2 de Kyan Khojandi et Bruno Muschio : Julien

### Court-métrage
- 2008 : Zémotions de Jean Louis Cohen et Lucile Valadou : Patience, Tolérance, Politesse et Colère

### Doublage
- 2009 : Le Chihuahua de Beverly Hills : Chucho (Luis Guzmán) (voix)
- 2023 : Le Roi singe : Benbo
- 2023 : Les QuiQuoi : Olive (création de voix)
- 2024 : Le Deuxième Meilleur Hôpital de la Galaxie : voix additionnelles

### Internet
- 2007 : L'Histoire racontée par des chaussettes, co-réalisé avec Yacine
- Depuis 2011 : Vu par Dédo chronique pour le site de critique Frenetic Arts
- 2013 : Les Témoins de la Force de FloBer (Golden Moustache) : Un Témoin de Jéhovah
- 2013 : L'École de la Pornographie de FloBer (Golden Moustache) : Roland Boissard
- 2013 : Mission 404 internet doit rester vivant (Golden Moustache + Studio Bagel) : Blaster
- 2018 : Le trône des Frogz (Golden Moustache) : Aelys Fils de Dragon
- 2020 : 11 ans de JDG (Joueur du Grenier) : l'agent secret

### Fictions audio
- 2017 : L'Épopée temporelle : Garde, Tchino, Egyptien 1, Ninja

### Clips musicaux
- Tonight the devil is the DJ de Rufus Bellefleur
- Rocky Rocket de Rufus Bellefleur
- Cooler than god de Psykup
- Makeba de Princesses Leya

## Jeux de société
- 2017 : Part 2, Killing Time[1], Par Dedo et Nicolas Badoux, édité par Yoka, distribué par Yoka.

## Autres apparitions
- Il a joué au festival Juste pour rire[2].
- On le voit également dans le Popstars parodique de l'équipe de Caméra Café[9].